# Gerald Joseph Wasserburg
Gerald Joseph Wasserburg  (New Brunswick, 27 de março de 1927 — 13 de junho de 2016) foi um geoquímico estadunidense.
Estudou na Universidade de Chicago. Foi professor de geologia e geoquímica no Instituto de Tecnologia da Califórnia (Caltech) de 1956 a 1990 e chefe da "Divisão de Geologia e Ciências Planetárias" na mesma instituição, de 1919 a 2001.
Foi o primeiro geoquímico a estudar as amostras do solo lunar trazidas para a Terra pela missão Apollo.
Foi laureado com a Medalha Arthur L. Day pela Sociedade Geológica dos Estados Unidos em 1970, com a Medalha NASA por Serviço Público de Destaque pela NASA em 1973 e 1978, com a Medalha Leonard pela Meteoritical Society em 1975, com o Prémio V. M. Goldschmidt pela Geochemical Society em 1978, com a Medalha Wollaston pela Sociedade Geológica de Londres em 1985, com o Prémio Crafoord pela Academia Real das Ciências da Suécia em 1986, com a Medalha de Ouro da Royal Astronomical Society pela Royal Astronomical Society em 1991 e com a Medalha William Bowie pela União de Geofísica dos Estados Unidos em 2008.